# يوليوس سيزار دو ميراندا
يوليوس سيزار دو ميراندا (بالهولندية: Julius Caesar de Miranda)‏ سياسي سورينامي من حزب الشعب السورينامي التقدمي شغل منصب وزير أول خلال الفترة الممتدة من جوان 1949 حتى أفريل 1951.